# Мраморный дворец (Тегеран)
Мраморный дворец (перс. کاخ مرمر‎) — историческое здание и бывшая шахская резиденция в Тегеране (Иран). Он расположен в центре города, но когда дворец строился, этот район был тихим кварталом Тегерана. 

## История
Двухэтажный Мраморный дворец, предназначавшийся для проведения официальных мероприятий и приёмов, был построен в 1934—1937 годах по приказу шаха Ирана Резы Пехлеви иранским архитектором Фатхаллой Фирдаусом и французским инженером Жозефом Леоном.  
Дворец использовался Резой Пехлеви, а затем его сыном Мохаммедом Резой в качестве официальной резиденции. Реза Пехлеви вместе со своей четвёртой женой Эсмет Довлатшахи и их пятью детьми жили во дворце до изгнания шаха в 1941 году. Именно в этом здании Реза Пехлеви подписал письмо об отречении в сентябре 1941 года. 
В период правления Мухаммеда Резы во дворце проходили важные королевские события. Здание было одной из двух главных его резиденций наряду с дворцом Голестан и отождествлялось с личностью шаха в 1950-х годах. Во дворце прошли все три церемонии его бракосочетания. В 1939 году он сочетался здесь браком со своей первой супругой, принцессой Фавзией, и супруги жили там до своего развода в 1945 году. В октябре 1950 года во дворце состоялась церемония обручения, а в феврале 1951 года и церемония бракосочетания шаха и его второй супруги Сорайи Исфандияри. Аналогичные обряды с Мухаммедом Резой и его третьей женой Фарах также прошли в Мраморном дворце. Шахназ Пехлеви, дочь шаха и принцессы Фавзии, также выходила замуж в этом здании, в октябре 1957 года, её избранником был Ардешир Захеди. Кроме того, во дворце праздновали 48-летие шаха. 
10 апреля 1965 года Мраморный дворец стал местом покушения на шаха, совершённого иранским солдатом. После этого происшествия дворец больше не использовался в качестве резиденции и был превращён в музей в 1970 году, коим оставался до 1981 года, когда он был передан Совету целесообразности. Местные жители сообщали, что зданием пользовались политики Исламской Республики Иран.

## Описание

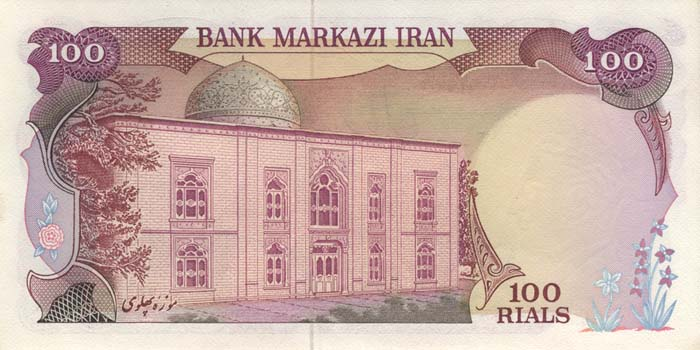
Изображение Мраморного дворца на банкноте в 100 риалов.

Первоначальный проект дизайна дворца был разработан Остадом Джафаром Ханом, однако окончательный проект был сделан Остадом Хайдаром Ханом. Общий архитектурный стиль дворца эклектичен, он сочетает в себе восточные, включая приёмы архитектуры периода Каджаров, и западные архитектурные стили. 
Дворец окружён большим садом. Территория всего дворцового комплекса занимает 35 462 м², из них 2870 м² — площадь резиденции. 
Ко дворцу ведут каменные ворота, у которых установлены две статуи воинов эпохи Ахеменидов со стрелами, вырезанные иранским художником Джафаром Ханом, — они подчёркивают эклектичный стиль всего здания. На территории комплекса есть и другие ворота, выполненные местными мастерами из разных провинций.
Облицовка стен дворца выполнена из белого мрамора. Строение венчает огромный купол, который является точной копией мечети шейха Лотфоллы в Исфахане. Под куполом, внутренний свод которого украшен арабесками, расположен двусветный вестибюль с парадной лестницей. 
Интерьер дворца соответствует его церемониальному предназначению, в его оформлении широко использованы резные двери, лепнина, богатые ткани и ковры. Настенный декор был выполнен иранским архитектором Хоссейном Лорзаде, керамические плитки изготовлены Остадом Йезди, живопись выполнена Остадом Бехзадом. Среди других помещений выделяется Зал зеркал, стены которого декорированы большим количеством зеркал, традиционно использовавшихся во многих храмах и мечетях страны. 
Предметы, использовавшиеся во дворце, включая мебель, в настоящее время выставлены в Музее декоративного искусства в Тегеране.

## Текущее использование
После Исламской революции 1979 г. в Иране дворец использовался как музей до 1981 г. Затем он был передан в Совет по оценке целесообразности. Местные жители сообщили, что дворец использовался высокопоставленными политиками Исламской Республики Иран. Исторические предметы, используемые во дворце, в том числе мебель, выставлены в Музее декоративно-прикладного искусства в Тегеране.